# Augmentation de l'être humain

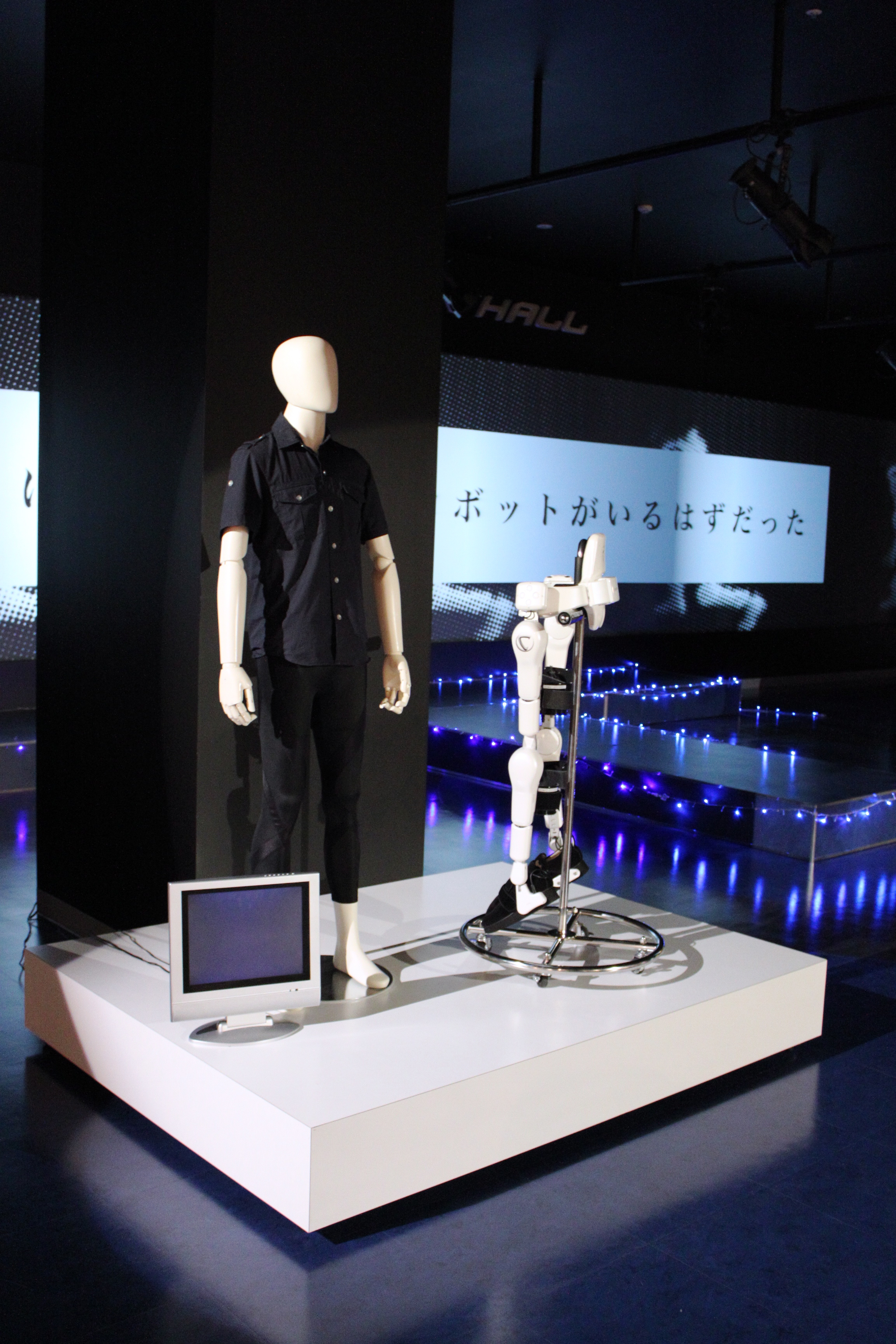
Exosquelette animé par de moteurs électriques ; imaginé par des chercheurs de l'université de Tsukuba au Japon.

Le concept d'augmentation de l'être humain (en anglais : Human enhancement technologies, HET) se réfère aux hypothèses ou tentatives, temporaires ou permanentes, de dépasser les limites actuelles du corps humain, par des moyens naturels ou artificiels (qui incluent maintenant l'intelligence artificielle). 

## Éléments de définition et sémantique
Le terme est parfois appliqué à l'utilisation de moyens technologiques pour sélectionner ou modifier la longévité humaine, les caractéristiques et les performances humaines (physiques, intellectuelles ou émotionnelles), qu'elles résultent ou non de modification des caractéristiques et des capacités existantes qui se situent hors de la portée de l'être humain,. C'est un thème traité par de nombreuses dystopies .
À côté de cette expression anglophone sont aussi utilisés :
- le concept d'hybridation
- le concept d'anthropotechnie que le philosophe Jérôme Goffette définit comme l'« art ou technique de transformation extra-médicale de l'être humain par intervention sur son corps[4] » ;
- le concept de post-humain [5] ;
- la notion d'intelligence artificielle.

## Cas particulier des militaires
La recherche médicale des armées est particulièrement concernée par l'augmentation de l'être humain, qui doit faire face à de nombreux défis dans les armées. Le Comité d'éthique de la défense française a publié fin 2020 un avis sur le soldat augmenté, en mettant en avant que l'augmentation d'un soldat ne se réduit pas à l'augmentation d'un être humain étant soldat : du fait de la singularité du statut des militaires, le besoin de consentement est moins prégnant que dans la société civile,, un concept qui soulève de nombreuses questions éthiques.

## En France
En France, l'augmentation de l'être humain soulève d'importantes difficultés juridiques. En effet, l'article 16-3 du code civil encadre strictement les interventions sur le corps humain, qui doivent en principe répondre à une « nécessité médicale ». La loi no 2012-300 du 5 mars 2012 relative aux recherches impliquant la personne humaine (loi « Jardé ») ne semble autoriser que les « recherches organisées et pratiquées sur l'être humain en vue du développement des connaissances biologiques ou médicales » - et non en vue de l'augmentation de l'être humain. Il existerait cependant un vide juridique de l'augmentation, à tout le moins un "vide législatif".

## Exemples
- Physiologiques :
  - Exosquelette motorisé
  - Powerskip (Échasse à ressort mécanique)

- Disciplines mentales :
  - drogues nootropiques (développement de la noosphère)